# 千綿勇平
千綿 勇平（ちわた ゆうへい、1991年7月19日 - ）は、日本の俳優、モデル。東京都出身。

## 略歴
2010年、モデル事務所（ADVANCE）にて公告モデルやCMなどの活動を開始。
2014年、サマンサタバサのメンズモデルオーディションにおいてファイナリスト。2015年に、GirlsAward × avex『Boys Award Audition』ファイナリスト。
2015年8月、Smart×SonyMusic モデル・俳優・タレントオーディション第二弾 準グランプリを受賞。それに伴いsmart専属モデルとなる。2016年4月、SDグループ演劇集団「劇団番町ボーイズ☆」の正式メンバーとなる。これより本格的に役者活動を始める。ソニー・ミュージックアーティスツ所属となる。
2021年3月31日、ソニー・ミュージックアーティスツの退所ならびに劇団番町ボーイズ☆の卒業を発表。同年10月1日、ケイダッシュグループ「アワーソングスクリエイティブ」への所属を発表。2024年10月31日付をもってアワーソングスクリエイティブを退所した。
2025年1月1日にオフィシャルファンクラブ「Chiwar’s」を開設した事を発表した。
2025年４月１日、アンカーへの所属を発表。

## 人物
- 特技は手品、サッカー、野球、水泳、陸上（長距離走・短距離走・高跳び）、おにぎり早食い。
- スキューバーダイビング（オープンライセンス取得済み。）
- 趣味は映画鑑賞、銭湯巡り、ネットショッピング。
- 猫好きで愛猫ピノ（2012年10月5日生まれ）を飼っている。
- 上記のサマンサタバサのメンズモデルオーディション以来、俳優の赤楚衛二と仲が良い。

## 出演

### ドラマ
- 恋仲 第6話（2015年8月、フジテレビ系） - モデル 役
- HiGH&LOW 第4話（2016年5月、日本テレビ系） - ムゲンの末端 役
- 恋愛ドラマな恋がしたい5~Bang Ban Love~（2020年1月 - 4月、AbemaTV）[4] - チワ 役
- 『Music Story produced by ABEMA』第2弾 ＃がけぷち「おぼろ月」（2021年5月、ABEMAビデオ） - 光 役
- 彼が僕に恋した理由season2 最終話（2021年、TOKYO MX） - 鈴木まさし 役
- 洋楽短編ドラマ「今日こそは」（2022年9月、各SNS媒体） - 主演・彼 役
- 王様戦隊キングオージャー（2023年3月 - 2024年2月、テレビ朝日） - シオカラ 役[5]
- 半熟ファミリア（2023年4月3日 - 6月26日、BS松竹東急） - 西園寺勝利 役
- 五反田ほいっぷ学園（2024年2月9日 - 、ショートドラマ配信アプリBUMP） - 一ノ瀬カズマ 役
- 配信恋愛、蜜の味（2024年3月12日 - 、ショートドラマ配信アプリBUMP） - 大和 役
- Dr.アシュラ 第1話（2025年4月16日、フジテレビ） - 消防隊員 役[6]

### 映画
- TOKYO CITY GIRL -2016-（2016年）
- 帝一の國（2017年4月29日公開、東宝） - 室伏浩史 役
- さつきのマドリ（2021年2月） - 雄介 役[7]
- 炎上する君（2023年8月4日） - マク 役
- 映画 王様戦隊キングオージャー アドベンチャー・ヘブン（2023年7月28日、東映） - シオカラ 役[8]
- わたしかもしれない（仮題）（2025年公開予定）[9][10]

### ショートドラマ
- 10年越しの復讐-吉村春仁 役

### オリジナルビデオ
- 王様戦隊キングオージャーVSドンブラザーズ / 王様戦隊キングオージャーVSキョウリュウジャー（2024年10月9日、東映ビデオ） - シオカラ 役

### 舞台

#### 劇団番町ボーイズ☆
- 第5回本公演 スイーツボーイズ1st「甘くはないぜ!」（2016年12月、DDD AOYAMA CROSS THEATER） - ビスコッティ 役[11]
- 第6回本公演「ギブアップダンス!!!」（2017年3月、しもきた空間リバティ） - 小暮秀太 役
- 第7回本公演 オフィスクレッシェンドプロデュース「マネキンライフ」（2017年6月、新宿シアターモリエール） - タケト 役[12]
- 第9回本公演 スイーツボーイズ2nd『甘くはないぜ!2』〜ワールドオブシュガーレス〜（2017年8月 - 9月、新宿村LIVE） - ビスコッティ・カントチーニ 役[13]
- 第10回本公演 舞台「クローズZERO」（2017年11月 - 12月、CBGKシブゲキ!!） - 三上学 役
- 第11回本公演「眠れない羊～番町ボーイズ☆の場合～」（2018年5月、恵比寿・エコー劇場） - 深山 役
- 第12回本公演「さらば、ゴールドマウンテン」（2018年8月、ザ・ポケット） - 坂本 役[14]
- 第13回本公演「おれの白飯を超えてゆけ！2020」（2020年5月、キンケロ・シアター） - 主演・スガ 役 ※新型コロナウィルス感染症の影響で中止
- 劇団番町ボーイズ☆NEXT 第2回公演「ギブアップダンス!!!」（2021年2月、キンケロ・シアター）※日替わりゲスト出演

#### 外部作品
- IRONBANK Presents「メタルサプライズ」（2012年9月） - カズオ 役
- アリー・エンターテイメントプロデュース「千年マチコ〜喫茶去編〜」（2015年8月、シアターグリーンBOX in BOX） - 甲一郎 役
- イルカ団！
  - RATATATTAT! Vol.7 DOUBLE DECKER! 「Q.T」（2016年1月、中目黒ウッディーシアター） - 猪俣 役
  - RATATATTAT! Vol.7 DOUBLE DECKER! 「screwyou!!」（2016年1月、中目黒ウッディーシアター） - 山内 役
  - RATATATTAT! Vol.12 Chick-flick!!「Capeshit!」（2019年7月、中目黒ウッディーシアター） - 主演
- GRIPPERプロデュース「鼓の音の春」（2016年2月、六行会ホール） - 主演・春平 役
- 劇団TEAM-ODAC
  - 第20回本公演「saigoノbansan（2016）」（2016年3月、全労済ホール スペース・ゼロ） - ヤマセ 役
  - 第32回本公演「小さな結婚式〜いつか、いい風は吹く〜」（2019年5月、全労済ホール スペース・ゼロ） - 岸岡進志 役（東京公演のみ）
  - 第33回本公演「キクネ〜僕らに出来ること〜」（2019年12月、草月ホール） - 大内勇人 役（Wキャスト）
- 10神ACTOR幕末期代劇「明日に向かって斬れ」スピンオフ作品「志ノ塾、未来攻防戦!」（2016年6月、福岡・FFGホール） - 高杉裕也 役（ゲスト出演）
- キティエンターテインメント プレゼンツ SHATNER of WONDER #4 「ソラオの世界」（2016年7月、Zeppブルーシアター六本木）
- B-PROJECT on STAGE - 野目龍広 役[15]
  - 「OVER the WAVE!」（2017年7月 - 8月、天王洲 銀河劇場（舞台公演） / 2017年8月、ダイバーシティ東京プラザ（LIVE））
  - 「OVER the WAVE!」（再演）（2018年2月、Aii 2.5 Theater Tokyo / 2018年3月、新神戸オリエンタル劇場）
- 怪奇幻想歌劇｢笑う吸血鬼｣ （2018年4月、全労済ホール スペース・ゼロ） - 辺見外男 役[16][17]
- 舞台「遙かなる時空の中で3」 - 有川譲 役
  - 舞台「遙かなる時空の中で3」（2018年12月、紀伊國屋サザンシアター TAKASHIMAYA / サンケイホールブリーゼ）[18]
  - 舞台「遙かなる時空の中で3〜再縁〜」（2020年6月、サンシャイン劇場 / 大阪メルパルクホール）※新型コロナウィルス感染症の影響で中止
  - 舞台「遙かなる時空の中で3 十六夜記」（2021年1月 - 2月、サンシャイン劇場 / 大阪メルパルクホール）[19]※新型コロナウィルス感染症の影響で大阪公演中止
  - 舞台『遙かなる時空の中で3 Ultimate』（2023年4月）
- 肉体改造クラブ・女子高生版（2019年2月、小劇場B1） - 先生 役[20][21]
- キンギンヒシャカク！〜乙女の一手〜（2019年10月、シアターモリエール） - 通行人A 役
- 遅咲会 第11回11月公演 舞台「絡縺〜らくれん〜」（2019年11月、小劇場てあとるらぽう） - 主演・椎名良平 役
- Monkey Works Vol.05「蒲田淳士の歪な就活」（2020年9月、ザ・ポケット） - 主演・蒲田淳士 役
- オンライン演劇「最果てリストランテvol.2」（2020年10月配信）[22]
- W.kojoh produce「二度降る雨は三度降る」「雨蛙(かえる)」（2021年6月、北千住 BUoY） - 植物の中で生きるオス蛙 役
- 蓮×歌旗揚げ公演「新編ロミオとジュリエット‐薔薇の名は‐」（2021年8月、ザ・ポケット） - 主演・ロミオ 役
- Alexandrite Stage舞台『Angry12』（2021年8月、中目黒キンケロシアター・風姿花伝） - 陪審員三号 役
- 渋谷ニコルソンズ×Monkey Works.提携舞台公演 『お通夜イレブン』（2021年9月、草月ホール）
- 悪い芝居vol.29 喪失と希望の悪い芝居ラストプレイ『ラスト・ナイト・エンド・デイドリーム・モンスター』（2022年6月、新宿シアタートップス） - 春山春 役
- 朗読劇「妖琦庵夜話 その探偵、人にあらず」（2022年11月5日・6日、幕張国際研修センター シンポジウムホール） - 斎藤 役
- 朗読劇「ジョーのたかだか一部の物語」（2023年12月23日、東池袋・Hall Mixa） - ポン 役
- あやめ十八番「金鶏　一番花」(2025年9月、東京芸術劇場シアターイースト)
- 山口ちはるプロデュース公演「スイートホーム」(2025年12月、本多劇場)

### その他
- ちわ界
  - ちわ界 - 27th birthday - 〜おめでとうって言われたい千綿の世界〜（2018年7月29日、SoyLatte STUDIO）
  - ちわ界 - Valentine special - 〜千綿とチョコレート食べようの世界〜（2019年2月10日、アトリエファンファーレ東新宿）
  - ちわ界 - 千綿勇平ファンイベント - 〜31歳だし久々に皆に会いたいし〜（2022年8月14日、カラオケの鉄人 銀座店）
  - ちわ界 -32th birthday events-（2023年8月15日、高円寺スタジオK）
  - ちわ界 33rd Birthday evet & Kitchen party（2024年7月27日、ACE.LOUNGE.四谷）　
    - 千綿勇平2024-2025 カレンダーイベント（2024年3月10日、都内某所）

- 劇団番町ボーイズ☆
  - 夏祭りLIVE（2018年7月15日、新宿BLAZE）
  - 初お出かけLIVE（2018年10月7日 - 8日、名古屋M.I.D / 阿倍野ROCKTOWN）
  - もうすぐ年越しLIVE（2018年12月29日、渋谷duo）
  - THANKS for 2019 LIVE（2019年12月22日、渋谷eggman）
- キンギンヒシャカク！〜乙女の一手〜 DVD発売イベント（2019年9月23日、SoyLatte STUDIO）
- 舞台「遙かなる時空の中で3」 - 有川譲 役
  - プレミアムパーティー（2019年11月9日、ベイサイドホテル・アジュール竹芝 14階「天平」）
  - トークイベント（2020年2月15日、ニッショーホール）
- スーパー戦隊シリーズ - シオカラ 役
  - 王様戦隊キングオージャー ファイナルライブツアー2024（2024年3月31日、静岡市民文化会館 / 4月14日、仙台サンプラザホール / 4月21日、新潟県民会館 / 4月28日、Niterra日本特殊陶業市民会館 / 5月19日、オリックス劇場）

### テレビ番組
- 番町ボーイずん（2016年4月、TOKYO MX）
- マル★カツ定食（2016年6月、CS BSディズニー チャンネル）
- テアトル★番町（2017年1月 - 6月、TOKYO MX）
- テアトル★番町Ｗ（2017年7月 - 10月、TOKYO MX）

### ミュージックビデオ
- それでも世界が続くなら「響かない部屋」/「晴れた日の教室」（2015年）
- Mrs. GREEN APPLE「In the Morning」（2016年11月）

### CM・広告
- AOKI（2012年1月）
- GATSBY へアジャム（2013年4月）
- 楽天（2015年2月、WebCM）
- ディズニーJCBカード「東京ディズニーシー15周年」（2016年4月）
- abema CM（2016年12月）
- 楽天「OneDelivery」（2019年2月、Webムービー）
- MID WARD CITY（2021年5月）
- メイベリン ニューヨーク（2021年8月）
- WEBCM「大三国志」（2022年） - 孔明 役
- WEBCM「ニューラルクラウド」（2022年）
- AEVIC「長く続けられる仕事」」(2025年)

### 玩具
- 王様戦隊キングオージャー MEMORIALIZE DATA CARD（2024年12月23日）